# Taquímetro (reloj)

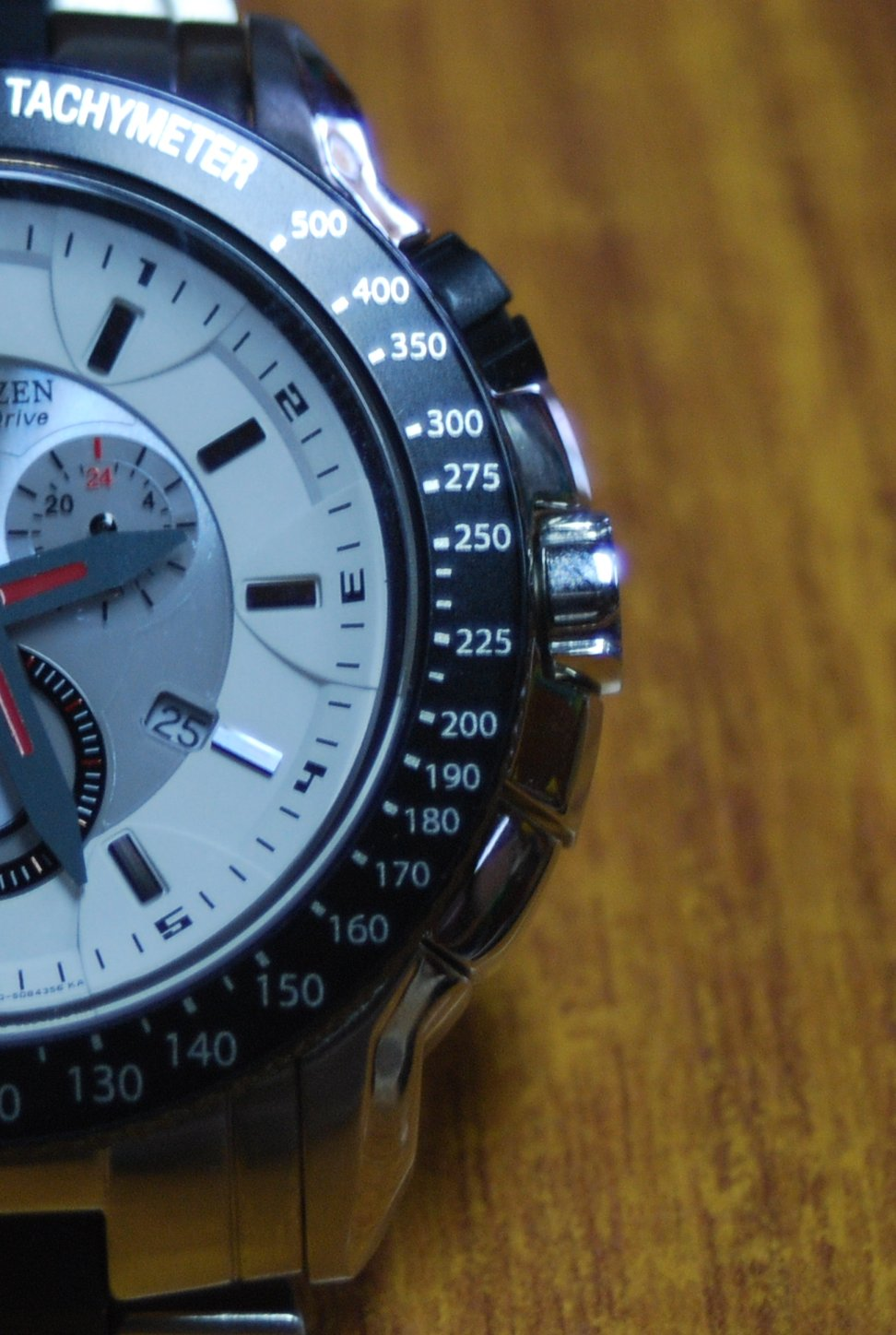
Escala taquimétrica en el bisel de un reloj de pulsera Citizen

En relojería, un taquímetro (voz tomada del francés tachymètre con el significado de "instrumento que sirve para medir velocidades"; procedente a su vez de las palabras griegas ταχυ (rápido) y μέτρον (medida)) es una escala inscrita en el borde de un cronógrafo analógico, ideada para medir velocidades. Se puede utilizar para obtener directamente la frecuencia en horas de un evento con un período conocido definido por segundos, como la velocidad (distancia recorrida por hora) en función del tiempo de viaje (distancia respecto a velocidad), o medir la distancia en función de la velocidad. Por lo tanto, los espacios entre las marcas en el dial del taquímetro son proporcionales a 1⁄t, donde t es el tiempo transcurrido.
La función que realiza un taquímetro es independiente de la unidad de distancia (como por ejemplo millas, millas náuticas, kilómetros, metros o cualquier otra) siempre que se utilice la misma unidad de longitud para todos los cálculos si se desea comparar sus resultados. También se puede utilizar para medir la frecuencia de cualquier evento regular en repeticiones por hora, como las unidades de salida de un proceso industrial. Un taquímetro es simplemente un medio para convertir el "tiempo transcurrido" (en segundos por unidad) en "velocidad" (en unidades por hora).

## Medición de la velocidad
Para que un viajero determine la velocidad del vehículo en el que se desplaza utilizando un reloj equipado con un taquímetro, le basta con medir (utilizando el cronómetro) el tiempo transcurrido en recorrer una distancia conocida (por ejemplo, al pasar por un hito kilométrico de una autopista y por el siguiente). Una vez detenido el segundero, el punto de la escala taquimétrica indica la velocidad media (en distancia entre marcadores por hora) con la que se ha recorrido la mencionada distancia. La escala taquimétrica utilizada en relojería normalmente está graduada para convertir la cantidad de segundos que tarda en ocurrir un evento, en la cantidad de veces que ocurrirá ese evento en una hora. La fórmula utilizada para crear este tipo de escala taquimétrica es la siguiente:
{\displaystyle T={\frac {3600}{t}}}
donde T es el valor de la escala del taquímetro; t es el tiempo en segundos que tarda en ocurrir el evento; y 3600 es la cantidad de segundos de una hora.

Ejemplo: si el transcurso de una unidad sucede en 35 segundos, esto equivale aproximadamente al transcurso de 103 unidades en una hora

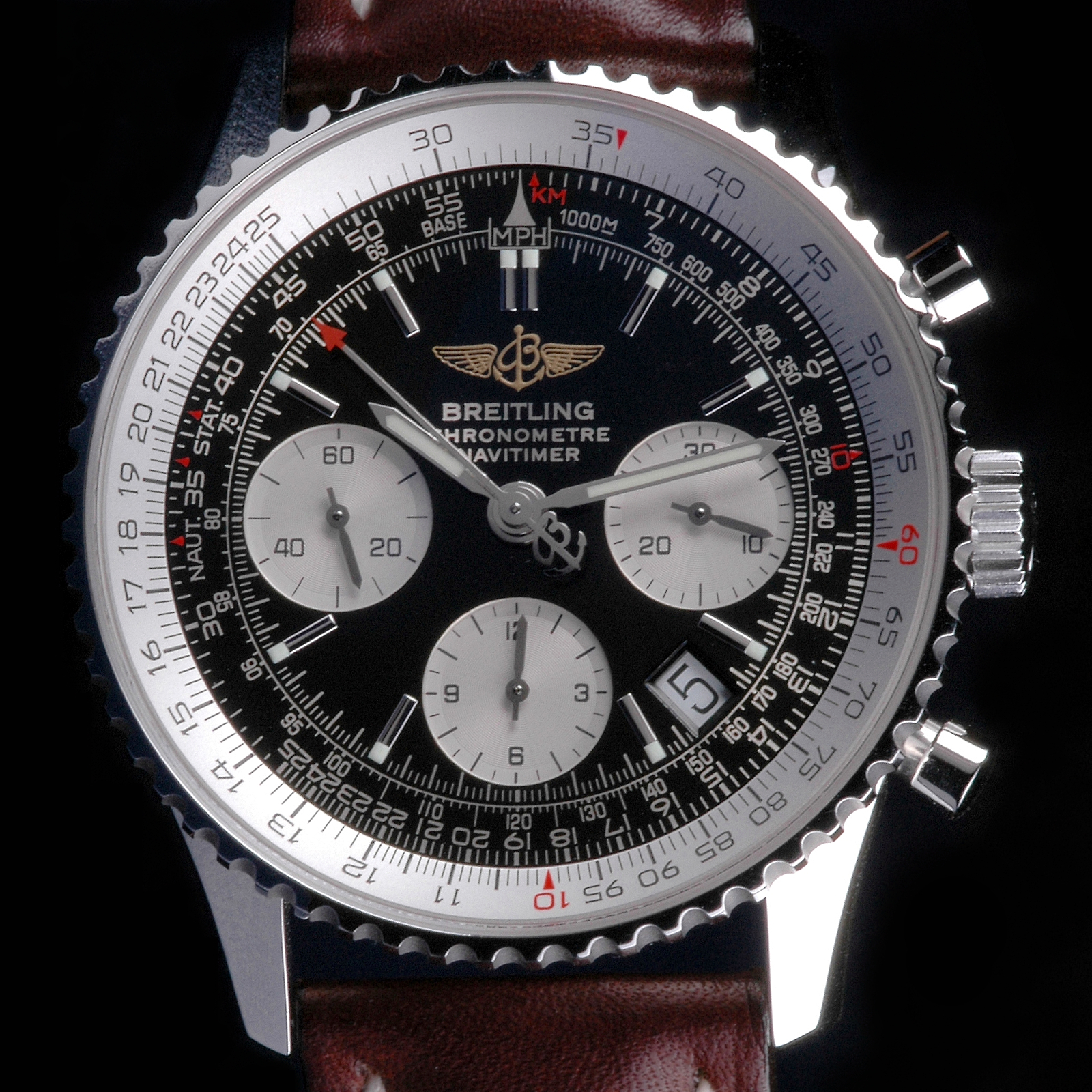
Cronómetro Breitling Navitimer con taquímetro

Un ejemplo del cálculo que se realiza analógicamente con el taquímetro: si se necesitan 35 segundos para recorrer una milla, la velocidad promedio es de 103 millas/hora. En el reloj, cuando el segundero se ha detenido en los 35 segundos, se obtiene como resultado un valor en el dial del taquímetro de 103. De manera similar, si se recorre un kilómetro en 35 segundos, la velocidad promedio será de unos 103 km/hora.
Debe tenerse en cuenta que la escala del taquímetro solo calcula la velocidad media. Como segundo ejemplo, si se necesitan 20 segundos para recorrer una unidad de distancia, la velocidad promedio en el reloj utilizado para el propósito de la imagen es de 180 unidades de distancia por hora (véase la imagen del reloj adjunta para simplificar la idea).
Para eventos que ocurren muy rápido o muy lentamente, se puede ajustar la escala del taquímetro de sesenta segundos que se encuentra comúnmente en los relojes. Se pueden usar unidades fraccionarias más pequeñas para objetos más lentos, pero la misma función X/hora permanece constante. La escala de un reloj solo es válida para cosas que suceden en 60 segundos o menos, y la escala también es difícil de resolver para eventos que tardan menos de 10 segundos en ocurrir. Por ejemplo, si se necesitan 100 segundos para comer una manzana, al dividir ese número a la mitad se puede decir que se necesitan 50 segundos para comer media manzana. Usando la escala del taquímetro se puede calcular que se pueden comer 72 medias manzanas (36 manzanas enteras) en una hora. Algunos relojes, no muy frecuentes, poseen escalas "envolventes" o "enrollables", que extienden las lecturas a velocidades más bajas, típicamente a 45 unidades.

## Medición de distancias
Un reloj equipado con un taquímetro se puede usar para medir distancias cronometrando el recorrido en la distancia mientras la velocidad se mantiene constante. La escala del taquímetro se gira para alinearse con el segundero al comienzo de la longitud que se va a medir. Cuando el segundero llega al punto de la escala donde la velocidad indicada es igual a la velocidad del vehículo, se ha cubierto una unidad de distancia (millas si la velocidad es millas por hora, kilómetros si es kilómetros por hora, etc.). Por ejemplo, si se viaja a una velocidad constante de 80 mph (o a 80 km/h), la distancia recorrida mientras el segundero se desplaza hasta "80" (45 segundos) será exactamente 1 milla (o 1 kilómetro a 80 km/h).

## Escala giratoria
Algunas escalas de taquímetro tienen una escala indexada dispuesta en un bisel giratorio. Esto permite dos modos de uso adicionales: el bisel del taquímetro se puede alinear con un segundero de movimiento libre y, de manera más sutil, se puede utilizar para encontrar la velocidad promedio en tiempos/distancias más largos. Para ello, se debe colocar el índice del bisel giratorio en la posición del minutero y observar el kilometraje/distancia actual. La posición del minutero en la escala del taquímetro 60 unidades después indicará la velocidad "promedio". Un poco de cálculo mental permite obtener promedios intermedios, siendo más fácil hacerlo con 1/4 (15 unidades) y otros valores enteros. Alternativamente, en lugar de utilizar el minutero, se puede alinear el bisel con el segundero y observar que pasa una unidad de distancia cuando la posición del segundero indique la velocidad promedio.